# リー・ペルティア
リー・アンソニー・ペルティア（Lee Anthony Peltier、1986年12月11日 - ）は、イングランド・リヴァプール出身のプロサッカー選手。ロザラム・ユナイテッドFC所属。ポジションは、ディフェンダー。

## 経歴

### クラブ
2015年1月、カーディフ・シティFCに移籍。2015-16シーズンは最終節のシェフィールド・ウェンズデイFC戦を除き全試合に出場した。
2017年2月に足首を負傷し、長期の離脱を余儀なくされたが、4月のノッティンガム・フォレストFC戦で2ヶ月ぶりに復帰。
2020年1月、ウェスト・ブロムウィッチ・アルビオンFCへ完全移籍。
2021年7月2日、ミドルズブラFCと1年契約を結んだ。
2022年7月28日、ロザラム・ユナイテッドFCと1年契約を結んだ

### 代表
U-18イングランド代表として3試合に出場したが、より上の年代で招集されることはなかった。
2012年、サッカーアンティグア・バーブーダ代表が招集を検討していると報じられた。